# Peter van der Ka
Peter van der Ka, gelegentlich auch Peter von der Ka, (* 21. Februar 1688 in Antwerpen; † im 18. Jahrhundert) war ein Bildhauer und Jesuit.

## Leben
Peter van der Ka trat am 14. Dezember 1710 in den Orden der Jesuiten ein. Nachdem er sein Noviziat beendet hatte, arbeitete er 13 Jahre lang als Bildhauer. In den elf darauffolgenden Jahren war er Sakristan in Courtrai. 1736 trat er aus dem Orden aus.

## Werke
Peter van der Ka schuf für die Maria-Himmelfahrts-Kirche in Köln eine Kommunionbank aus weißem und rotem Marmor nach einem Entwurf von Adam von Wihlig. Sie wurde 1724 vollendet und war mit „meisterhaft gearbeiteten Füllungen in durchbrochener Arbeit“ geschmückt. Diese zeigten Ranken und Putten, die sich dazwischen tummelten. Die Kommunionbank wurde im Zweiten Weltkrieg zerstört.